# Sender Erching
Der Sender Erching war ein Langwellensender, der zwischen 1952 und 1953 in der Nähe des Hallbergmooser Ortsteils Erching errichtet wurde. Er nutzte als Sendeantenne einen 256 Meter hohen, gegen Erde isolierten abgespannten Stahlfachwerkmast mit Dachkapazität und er war zum Zeitpunkt seiner Inbetriebnahme 1953 mit einer Sendeleistung von 1000 kW der stärkste Rundfunksender der Welt.
Abgestrahlt wurde vom Sender Erching seinerzeit hauptsächlich das Programm der Voice of America für die osteuropäischen Staaten. Allerdings wurde auch zeitweise das Programm des RIAS verbreitet.
Gesendet wurde auf der Frequenz 173 kHz. Um den Empfang des Programms des Senders Erching zu erschweren, wurden seinerzeit auf dieser Frequenz auch in Russland einige Rundfunksender (keine Störsender) in Betrieb genommen, die zum Teil noch heute senden.
Eine Besonderheit stellte die Stromversorgung der Station dar. Sie erfolgte mit Hilfe eigener Generatoren, da alle Sendegeräte als amerikanische Geräte für eine Speisung von Dreh-/Wechselstrom mit 60 Hertz ausgelegt waren und ein Umformer oder Umrichter anscheinend den amerikanischen Betreibern zu teuer war. Aus diesem Grund verfügte das Stationsgebäude über große charakteristische Öltanks, die dem ganzen Komplex das Antlitz einer Ölraffinerie gaben. Erst als die Deutsche Bundespost die Station übernahm, wurde ein Umformer installiert und die Stromversorgung auf die Speisung aus dem öffentlichen Netz umgestellt.
Bis zuletzt wurden Sender verwendet, bei denen die Modulation nach dem Doherty-Verfahren erfolgte. Diese Geräte waren effizient, erforderten aber ggf. hohen Abstimmungsaufwand. Als 1988 die Frequenz um 2 kHz reduziert werden musste (von 209 kHz auf 207 kHz), war der Sender zwei Tage lang außer Betrieb.
1973 wurde der Sender Erching im Zuge der Entspannungspolitik stillgelegt, allerdings 1979 noch für Tests des Funknavigationssystems LORAN-D reaktiviert. Im Rahmen des Genfer Wellenplans gelang es der damaligen Deutschen Bundespost, für diesen Sender die Langwellenfrequenz 209 kHz (ab 1988: 207 kHz) zu erhalten und den Sender Erching für Ausstrahlungen des Programms des Deutschlandfunks zu nutzen. Da in den Nachtstunden für die Nutzung dieser Frequenz durch Auflagen des Genfer Wellenplans Richtstrahlung angewandt werden musste und wegen des nahegelegenen im Bau befindlichen neuen Flughafens München kein zweiter Antennenträger errichtet werden konnte, musste dieser Sender nachts abgeschaltet werden.
Aus diesem Grund suchte man nach einem neuen Standort für die Sendeanlage und fand ihn 1985 in der Nähe von Aholming. Mit der Inbetriebnahme des Senders Aholming wurde der Sender Erching stillgelegt und demontiert.
Heute ist das Gelände in Privatbesitz und wird für Film- und Fotoaufnahmen vermarktet.